# Sant'Albano Stura
Sant'Albano Stura (Sant Alban in piemontese) è un comune italiano di 2 422 abitanti della provincia di Cuneo in Piemonte.
Situato nella bassa provincia Granda, sulle rive del fiume Stura di Demonte, dista circa 5 chilometri da Fossano e circa 15 chilometri da Cuneo e Mondovì. Oltre al nucleo cittadino, dove è presente il municipio, il comune ingloba anche le frazioni di Dalmazzi, Ceriolo e Consovero, quest'ultima divisa in parte con il comune di Morozzo.

## Storia
Le prime fonti scritte individuano Sant'Albano come appartenente al comitato di Bredulo «tra Tanaro e Stura»; fra il 901 e il 1236, sono i vescovi di Asti a disporne come signoria spirituale e temporale ed essi sono confermati, da un documento nel 1041, nel feudo di Sant'Albano (insieme con Carrù e Bene), nonché dalle bolle papali del 1153-54 (papa Eugenio III e di papa Anastasio IV). Lo scarso potere esercitato del governo centrale stimola conflitti, negli anni 1236-50, tra coalizioni comunali varie, fra cui Alessandria, Mondovì, Cuneo, Busca e Savigliano contro i vescovi di Asti. Sono gli, allora, conti di Savoia a portare pace, con una tregua, mediata da Tommaso II, riconfermando però gli ampi poteri del vescovado sul territorio di Sant'Albano.
Nel 1251 e 1396 sono i marchesi di Monferrato che occupano quei territori brevemente e nel 1387 e 1399 i Savoia ma nessuno interviene seriamente a modificare l'assetto giurisdizionale e amministrativo di Sant'Albano.
Solo nel 1402, dopo una guerra tra i Savoia e i marchesi di Monferrato, si ha il passaggio di Sant'Albano ai Savoia ma con la clausola di divieto di nominare ufficiali preposti all'amministrazione locale, in modo da porre le premesse per incorporazione definitiva del territorio entro il nascente Stato sabaudo, avvenuta formalmente nel 1409.
Nel 1412 Sant'Albano fu infeudata, a sua volta con amplissimi poteri, a una famiglia di cavalieri di Savigliano, i Beggiamo, fedelissimi del principe Amedeo d'Acaia, che acquistarono in tal modo il titolo di conti.
Sotto i Beggiamo si ha la formazione del territorio comunale che deriva dalla divisione tra Sant'Albano e Trinità a partire dai decenni finali del secolo XVI, con un lungo periodo di appartenenza alla provincia di Fossano.
Il feudo Beggiamo dura fino al 1789 poi passa ai Fauzone (1741-1789), durante la caduta dell'antico regime piemontese in favore di quello francese (Editto 1749 con passaggio finale nel 1798), ed infine ai Barel (1789-1851).
All'interno della organizzazione amministrativa francese, Sant'Albano segue le sorti dell'intero territorio della vecchia provincia di appartenenza, aggregato però a una circoscrizione assai più ampia e di estensione variabile avente per capoluogo Cuneo; nel 1799 viene creato il dipartimento della Stura, durante il primo effimero periodo di occupazione (1799) e confermato dopo il ritorno dei Francesi.
Nel 1805, in seguito alla riorganizzazione amministrativa, Sant'Albano fu compreso nel circondario (arrondissement) di Savigliano e dopo la parentesi napoleonica, il comune entrò, nel 1814, a far parte della ricostituita provincia di Fossano, che, dopo ulteriori rimaneggiamenti amministrativi, fu ridotta a circondario della provincia di Cuneo.

### La presenza longobarda
Nonostante non esistano tracce scritte, l'area di Sant'Albano Stura, dal 600 d.C. fino agli inizi dell'VIII secolo è stata occupata dai Longobardi.
La certezza è avvenuta grazie al ritrovamento fortuito di una estesa necropoli longobarda in piena terra nella parte meridionale del comune, in prossimità della frazione Ceriolo, nella primavera 2009, nel corso dei lavori per la realizzazione dell'autostrada A33 Asti-Cuneo. 
La necropoli, nonostante l'elevato numero di tombe (circa 800) e la vastità dell'area (oltre 3000 m²), è rimasta a cielo aperto solo il tempo necessario (circa 1 anno) per effettuare tutti gli studi e rilievi scientifici, dopodiché si è proceduto a ricoprirla per permettere la continuazione del tratto autostradale. La scelta è stata dettata dal cattivo stato di conservazione del sito, peraltro privo di strutture murarie ma solo materiale terroso e litoide. Dal sito sono stati prelevati innumerevoli reperti e interi blocchi terrosi (pani), in corso di analisi e studio in laboratorio.

### Simboli
Lo stemma del comune di Sant'Albano Stura è stato riconosciuto con decreto del capo del governo del 14 agosto 1929.
Vi è raffigurato a cavallo il soldato romano Albano, che venne martirizzato nel IV secolo. Il gonfalone è un drappo di rosso.

## Monumenti e luoghi d'interesse
In località denominata Nostra Signora del Pilone è presente l'oasi "La Madonnina", facente parte di un progetto di recupero ambientale di una cava di estrazione di materiale inerte. L'habitat ricreato è di tipo palustre e sono presenti sei capanni e un'altana per l'osservazione dell'avifauna presente. L'area si estende su una superficie di 220.000 m². Nel corso degli anni sono state catalogate 200 specie di avifauna presenti nel sito.
Nel territorio comunale sorgono numerosi palazzi del fine Settecento.

## Società

### Evoluzione demografica
Abitanti censiti

### Etnie e minoranze straniere
Secondo i dati Istat al 31 dicembre 2017, i cittadini stranieri residenti a Sant'Albano Stura sono 139, così suddivisi per nazionalità, elencando per le presenze più significative:
1. Marocco, 39
2. Romania, 30

## Amministrazione

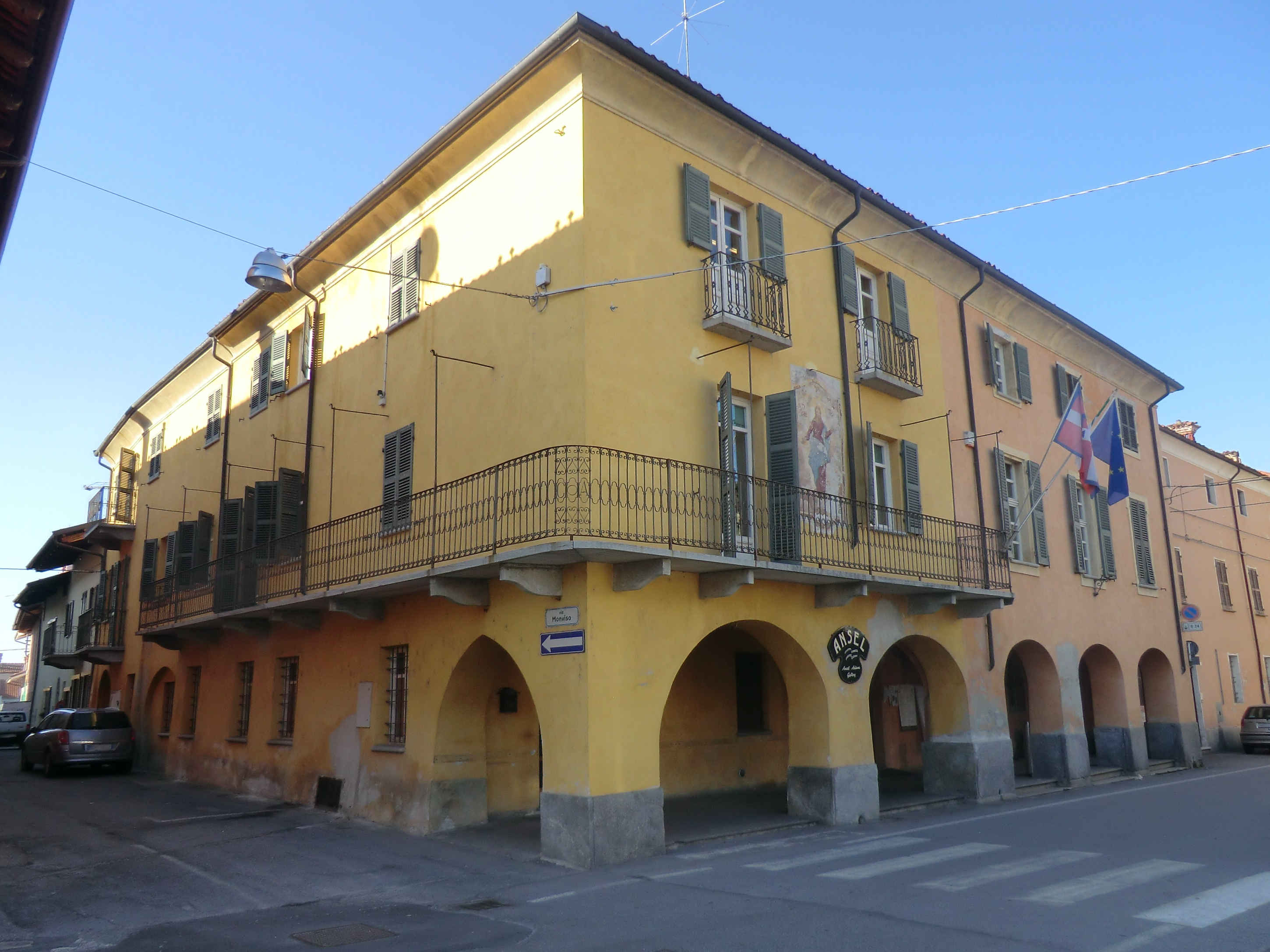
Il municipio

| Periodo | Periodo   | Primo cittadino  | Partito                          | Carica  | Note |
| ------- | --------- | ---------------- | -------------------------------- | ------- | ---- |
| 2004    | 2009      | Giuseppe Audetto | lista civica                     | Sindaco |      |
| 2009    | 2014      | Donatella Operti | lista civica Sant'Albano Insieme | Sindaco |      |
| 2014    | 2024      | Giorgio Bozzano  | lista civica                     | Sindaco |      |
| 2024    | in carica | Massimo Ravera   | lista civica                     | Sindaco |      |

## Infrastrutture e trasporti
Il territorio comunale è attraversato dalla ferrovia Torino-Fossano-Savona, che in tale tratta andò a sostituire la precedente tranvia Fossano-Mondovì-Villanova, attivata nel 1884 e soppressa nel 1939, la quale aveva una stazione al bivio con Sant'Albano lungo la direttrice poi divenuta Strada statale 28 del Colle di Nava.